# H.P. Baxxter
Hans Peter Geerdes, známý pod uměleckým pseudonymem H.P. Baxxter, (* 16. března 1964 Leer) je frontman německé skupiny Scooter.
V roce 1986 společně s Rickem Jordanem založil popovou skupinu Celebrate the Nun a úspěšně mixovali skladby jiných skupin. Roku 1993 založili s Ferrisem Buellerem skupinu Scooter.
Jeden semestr studoval právo, ale byl vyloučen. Nakonec vystudoval obchod. Je podruhé rozvedený. První manželství trvalo krátce a bylo brzy rozvedeno. Dne 6. května roku 2006 se podruhé oženil, vzal si svoji přítelkyni Simone Mostert , se kterou se v roce 2011 rozvedl.
Má modré oči, blonďaté vlasy (odbarvené) a měří 188 cm. Má psa jménem Hector a miluje anglická auta. Od 6 let hraje na kytaru.